# Ariel Amarillo
Ariel Amarillo (30 aprile 1967) è un allenatore di pallacanestro argentino.

## Carriera
Ha guidato Cuba ai Campionati americani del 2011.